# Kłokowice
Kłokowice – wieś w Polsce położona w województwie podkarpackim, w powiecie przemyskim, w gminie Fredropol.
Wieś szlachecka, własność Fredrów, położona była w 1589 roku w ziemi przemyskiej województwa ruskiego. W latach 1975–1998 miejscowość administracyjnie należała do województwa przemyskiego.
We wsi znajduje się parafialna cerkiew prawosławna pod wezwaniem Opieki Matki Bożej.